# Compositiefoto

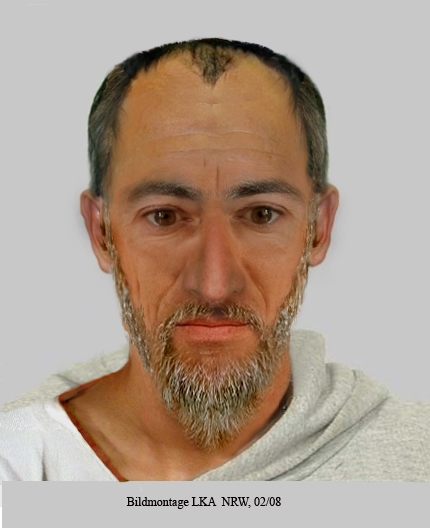
Moderne compositieafbeelding van de apostel Paulus (voorbeeld door de politie van Noordrijn-Westfalen)

Een compositiefoto of compositietekening, in Vlaanderen ook wel robotfoto, is een op basis van beschrijvingen door getuigen gemaakte afbeelding van een onbekend persoon. Compositiefoto's worden meestal door de politie bij het publiek onder de aandacht gebracht om verdachten van ernstige misdrijven te identificeren. Deze afbeeldingen worden dan bijvoorbeeld getoond in politieberichten op tv, in huis-aan-huisbladen of in het tv-programma Opsporing Verzocht.

## Vervaardiging
Voor het vervaardigen van een zo goed mogelijk gelijkende compositiefoto bestaan tegenwoordig speciale computerprogramma's. Deze leveren vaak fraaie afbeeldingen op, die echter ook een te grote nauwkeurigheid van de details kunnen suggereren.
Voordat deze programma's er waren, werden compositiefoto's gemaakt door als een soort legpuzzel een gezicht samen te stellen uit steeds verschillend uitziende delen van een gezicht. Ook werden door speciaal geoefende tekenaars weleens compositietekeningen gemaakt. Wanneer de tekening door de getuige wordt goedgekeurd, wordt deze met een speciale lak behandeld, zodat deze daarna niet meer kan worden gewijzigd.

## Resultaten
Bij een goede getuigenbeschrijving kan een compositiefoto ontstaan waarin de gezochte persoon is te herkennen, maar dit is onzeker omdat de getuige de gezochte persoon vaak maar kort heeft gezien. Daarom wordt een echte afbeelding, bijvoorbeeld van een bewakingscamera, al snel geschikter geacht voor identificatie dan een compositiefoto, zelfs indien de echte afbeelding weinig gedetailleerd is. Bekenden van de verdachten kunnen in deze vage beelden de verdachten in de praktijk vaak toch nog goed herkennen.
Er zijn in het verleden belangrijke successen geboekt met compositieafbeeldingen. In Oostenrijk werd in het begin van de jaren zeventig de seriemoordenaar Harald Sassak herkend aan de hand van een compositietekening.
Ook wordt een compositietekening in de praktijk gebruikt om verdachten te kunnen uitsluiten, mensen die totaal niet op de tekening lijken zijn niet aan de onderzochte daad gerelateerd.